# Абатство Святого Галла
Абатство Святого Галла (нім. Fürstabtei St. Gallen, фр. Abbaye de Saint-Gall), нині розташоване у швейцарському місті Санкт-Галлен, було у Середньовіччі однією з найбільших бенедиктинських обителей Європи. 1983 року внесено до списку пам'яток світової спадщини як «досконалий зразок великого монастиря епохи Каролінгів».

## Історія

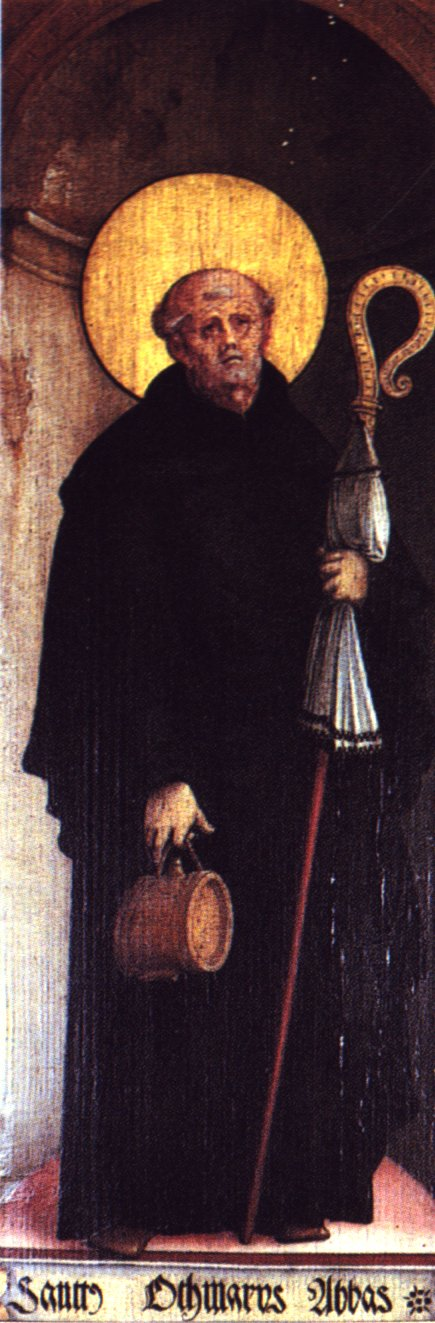
Отмар Галленський

613 року ірландський чернець Галл з Гібернії, учень святого Колумбана оселився на річці Штайнах й заснував ермітаж (місце усамітнення). А засновником самого монастиря Святого Галла був Отмар Галленський з Реції. Першими ченцями були також вихідці з Реції, а згодом — представники алеманських аристократичних родин. Отмар також заснував у монастирі школу, де ченці вивчали науки й мистецтва. Велике значення для розвитку мистецтва книжкової мініатюри мала традиція Санкт-Галленської художньої школи. Рукописи, виконані та проілюстровані Санкт-Галленськими ченцями (багато з яких були родом з Британії та Ірландії), високо поціновувалися у всій Європі.
За абата Вальдо з Райхенау (740—814) було засновано монастирську бібліотеку, одну з найбагатших в Європі, під час навали угорців у 924—933 роках книги було вивезено до Райхенау. З тих часів до сьогодні збереглося близько 400 манускриптів. На прохання Карла Великого папа римський Адріан I направив до Санкт-Галлен найкращих співаків, які навчили ченців техніки григоріанського співу.
1006 року братія зареєструвала спалах наднової SN 1006.
Починаючи з X століття, монастир Св. Галла вступив у політичне суперництво з обителлю в Райхенау. У XIII столітті абати Санкт-Галлена не лише здобули гору в цьому протистоянні, але і добилися визнання монастиря як самостійного суверена у складі Священної Римської імперії.
За часів абата Пія (1630—1674) у монастирі було відкрито друкарню. У ході Тоггенбурьзкої війни 1712 року монастир був розграбований швейцарським військом, яке вивезло з собою значну частину скарбів монастиря та його книжок. Так книжки з монастиря Святого Галла потрапили до Цюриха та Берна. У 1755—1768 роках середньовічні споруди абатства було знесено, тож більшість будівель монастиря разом з його собором збудовані у XVIII столітті в силі бароко. Тоді як середньовічних споруд майже не залишилося.
У 1983 році монастир Святого Галла було занесено до Списку світової спадщини ЮНЕСКО.

## Монастирська бібліотека

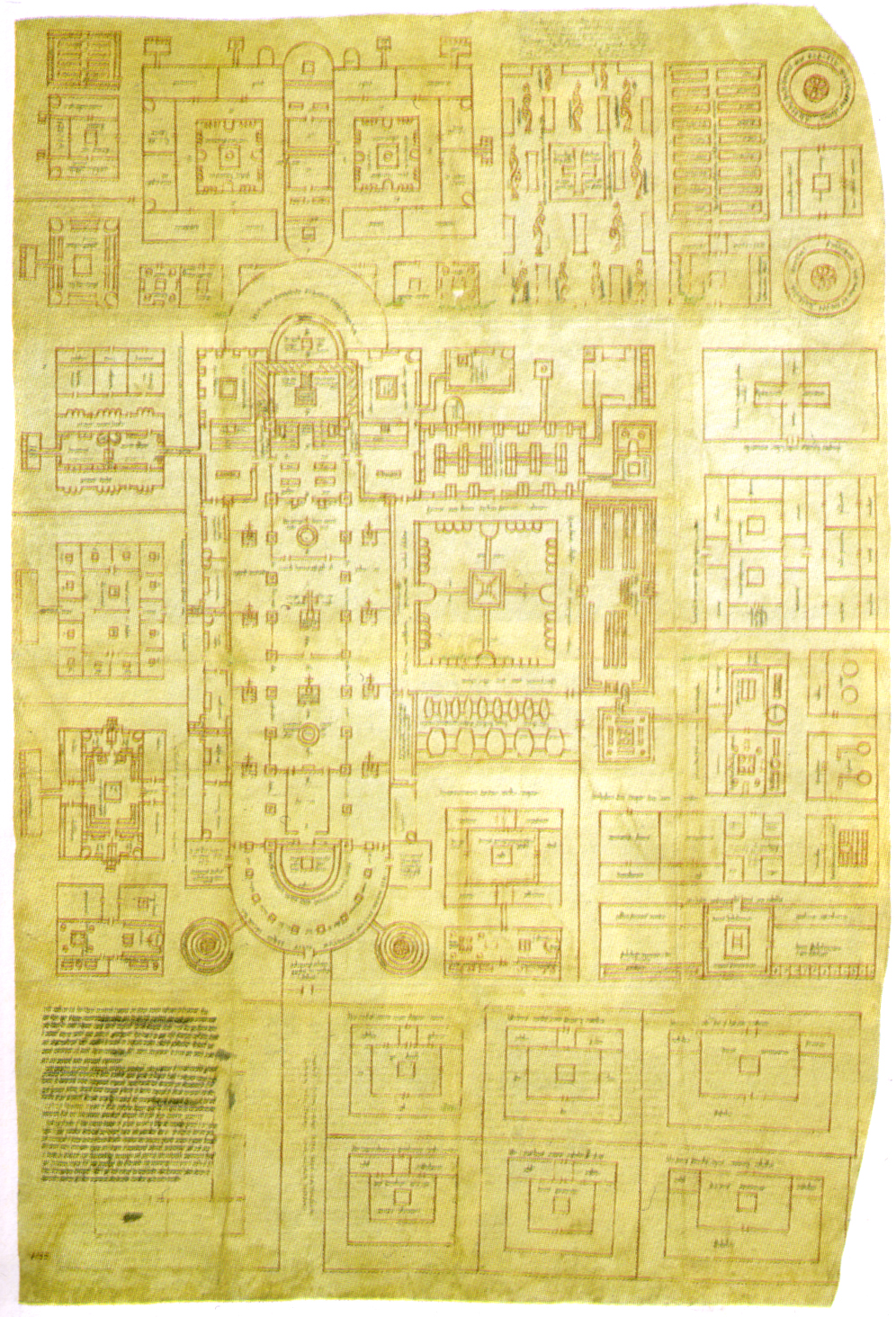
План монастиря Св. Галла (поч. IX століття)

Бібліотека монастиря Святого Галла вважалася однією з найбагатших бібліотек Середньовічної Європи. Незважаючи на втрати, вона досі володіє однією з найповніших книжкових колекцій німецькомовної літератури високого Середньовіччя. У 2005 році вона нараховувала 160 000 томів, з яких 2000 давніх манускриптів (500 з них віком понад тисячу років). У бібліотеці реалізується проєкт оцифрування давніх манускриптів. 628 оцифрованих манускриптів з бібліотеки вже знаходяться у вільному доступі в режимі онлайн CESG [Архівовано 2 січня 2012 у Wayback Machine.].
Одним з найцікавіших експонатів бібліотеки є План Святого Галла, складений на початку IX століття, який зображає ідеалізовану картину середньовічного монастиря (це єдиний архітектурний план, що зберігся з часів раннього Середньовіччя).

## Відомі ченці

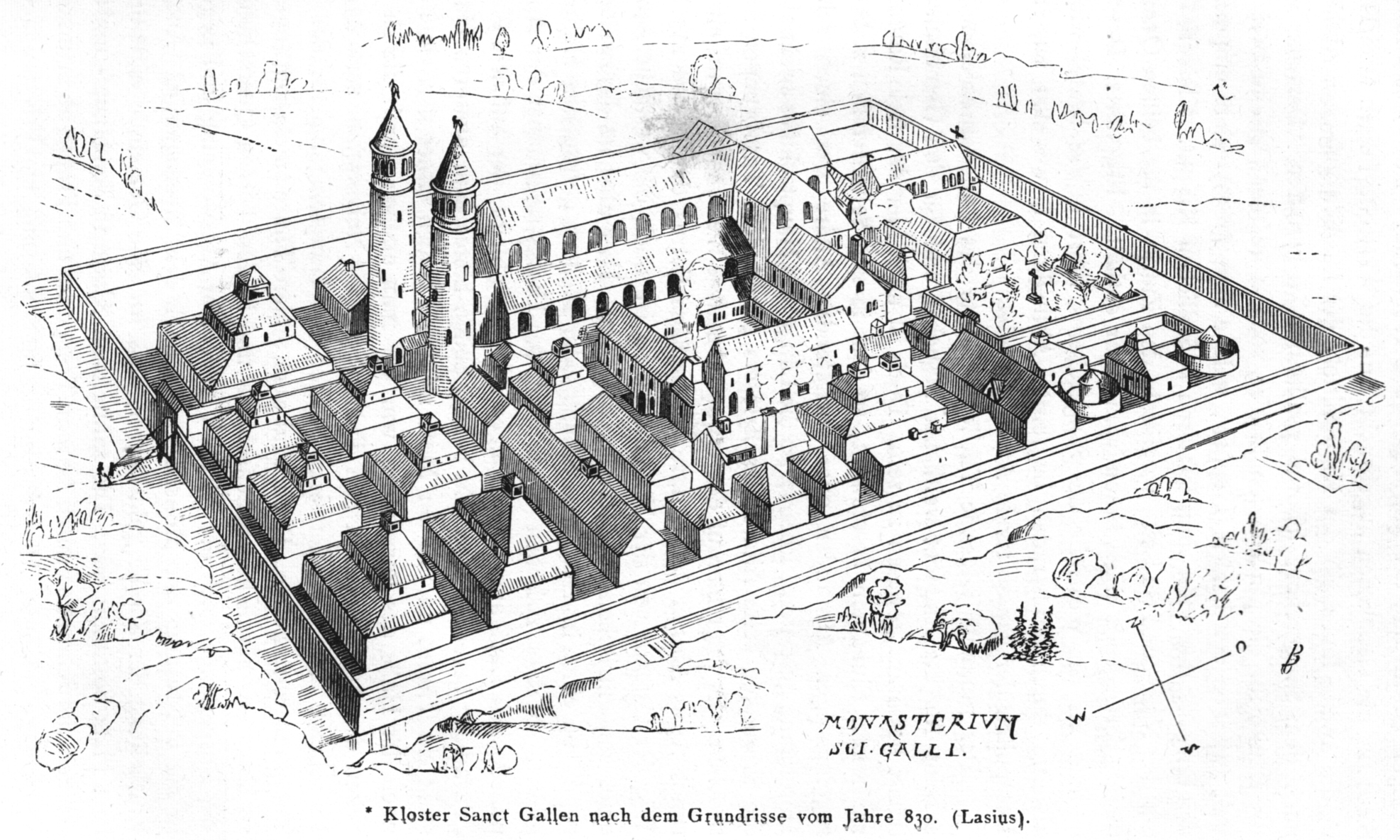

- Ноткер Заїка
- Туотіло
- Ноткер Німецький (Тевтонський)
- Еккегард I
- Еккегард II
- Еккегард III
- Еккегард IV
- Регінбальд II Ділінгенський
- Ілдефонс з Аркса

## Абати монастиря
У списку наведено імена абатів (керівників монастиря) та роки їхнього абатства.
| - Отмар (719—759) - Йоганнес (759—782) - Ратперт (782) - Вальдо фон Райхенау (782—784) - Вердо (784—812) - Вольфлеоц (812—816) - Ґоцберт (816—837) - Бернвіг (837—840/41) - Енгліберт (840/841) - Грімалльд фон Вайсенбург (841—872) - Гартмут Санкт-Галльський (872—883) - Бернгард (883—890) - Соломон III (890—919) - Гартманн (922—925) - Енгільберт (925—933) - Тієто (933—942) - Крало (942—958) - Анно (953—954) - Пурхарт (958—971) - Ноткер (971—975) - Іммо (976—984) - Ульріх I (984—990) - Керхарт (990—1001) - Пурхарт (1001—1022) - Тітпальд (1022—1034) - Нортперт (1034—1072) - Ульріх II (1072—1076) - Ульріх фон Еппенштайн (1077—1121) - Лутольд (1077—1083) - Верінгар (1083—1086) - Генріх фон Твіль (1121—1122) - Манегольд фон Маммен (1121—1133) - Верінгер (1133—1167) - Ульріх фон Тегельфельдер (1167—1199) - Ульріх фон Ферінген (1199—1200) - Генріх фон Клінген (1200—1204) - Ульріх Саксонський (1204—1220) | - Рудольф фон Гуттінген (1220—1226) - Конрад фон Бусснанг (1226—1239) - Вальтер фон Таухбург (1239—1244) - Бергтольд фон Фалькенштайн (1244—1272) - Ульріх фон Гюттінгер (1272—1277) - Генріх фон Вартенберг (1272—1274) - Румо фон Рамштайн (1274—1281) - Вільгельм фон Монфорт (1281—1301) - Конрад фон Гюндельфінген (1288—1291) - Генріх фон Рамштайн (1301—1318) - Гільтбольд фон Верштайн (1318—1329) - Рудольф III Монфортський (1330—1333) - Герман фон Бонштеттен (1333—1360) - Георг фон Вільденштайн (1360—1379) - Куно фон Штоффельн (1379—1411) - Генріх фон Грундельфінген (1411—1418) - Конрад фон Пегау (1418—1419) - Генріх фон Мансдорф (1419—1426) - Еглолф Бларер (1426—1442) - Каспар фон Брайтенланденберг (1442—1463) - Ульріх Реш (1463—1491) - Готтгард Гіль фон Глаттбург (1491—1504) - Франц фон Гайзберг (1504—1529) - Кіліан Германн (1529—1530) - Дітельм Бларер (1530—1564) - Отмар Кунц (1564—1577) - Йоахим Опсер (1577—1594) - Бернгард Мюллер (1594—1630) - Рій Регер (1630—1654) - Ґаллус Альт (1654—1687) - Целестін Сфондраті (1687—1696) - Леодегар Бургіссер (1696—1717) - Йозеф фон Рудольфі (1717—1740) - Целестін Ґуґґер фон Штаудах (1740—1767) - Беда Анґерн (1767—1796) - Панкрац Форстер (1796—1805) |